# Coll del Lautaret
El coll del Lautaret (en francès Col du Lautaret) és un port de muntanya que es corona a 2.057 metres, al departament francès dels Alts Alps.
El port uneix les viles d'Oesen, a la vall del Romanche i el Briançonès a través de la D 1091 (antiga N 91) que duu de Grenoble fins a Briançon, tot passant per Le Bourg-d'Oisans. És un dels punts més baixos entre els massissos dels Arves i dels Escrinhs.
Gràcies a un pendent suau modelat per una glacera, el coll ha estat emprat com a via de comunicació entre Grenoble i Briançon, i d'aquí cap a Itàlia, a través dels Alps des de fa molts de temps. L'accés al coll del Galibier, pel seu vessant sud, comença al cim del coll de Lautaret.

## Detalls de l'ascensió
Pel vessant oest l'ascensió comença a Les Clapiers, prop de Le Bourg-d'Oisans, des d'on l'ascensió té 34,2 quilòmetres de llargada en què se superen 1.312 metres de desnivell, a una mitjana del 3,8%, i rampes màximes del 7,5% en el primer quilòmetre.
L'ascensió pel costat est comença a Briançon, des d'on en 27,7 quilòmetres se superen 853 metres de desnivell a una mitjana del 3,1%, i rampes màximes del 5,2%.

## Tour de França
La primera vegada que el Tour de França va superar el coll del Lautaret fou el 1911, quan el líder al cim fou Émile Georget. Des del 1947, el Lautaret ha estat creuat unes 40 vegades pel Tour de França, tot i que en la majoria de les ocasions el port no ha puntuat pel "Gran Premi de la muntanya" en formar part de l'ascensió al Coll del Galibier.

### Aparicions al Tour de França
Des de 1947, els passos en què ha estat categoritzat pel gran premi de la muntanya han estat:
| Any  | Etapa | Categoria | Inici             | Final         | Primer al cim            |
| ---- | ----- | --------- | ----------------- | ------------- | ------------------------ |
| 2014 | 14    | 1         | Grenoble          | Risoul        | Joaquim Rodríguez (CAT)  |
| 2006 | 15    | 2         | Gap               | Alpe d'Huez   | David de la Fuente (ESP) |
| 2003 | 9     | 1         | Le Bourg-d'Oisans | Gap           | Danilo Di Luca (ITA)     |
| 1972 | 14    | 3         | Briançon          | Valloire      | Joaquim Agostinho (POR)  |
| 1965 | 17    | 3         | Briançon          | Aix-les-Bains | Francisco Gabica (ESP)   |
| 1962 | 19    | 3         | Briançon          | Aix-les-Bains | Juan Campillo (ESP)      |
| 1960 | 17    | 3         | Briançon          | Aix-les-Bains | Jean Graczyk (FRA)       |
| 1958 | 21    | 3         | Briançon          | Aix-les-Bains | Piet van Est (NED)       |
| 1953 | 19    | 2         | Briançon          | Lió           | Jean Le Guilly (FRA)     |
| 1951 | 21    | 3         | Briançon          | Aix-les-Bains | Gino Sciardis (ITA)      |
| 1950 | 19    | 2         | Briançon          | Sant-Etiève   | Apo Lazaridès (FRA)      |